# Фреди Сетиаван
Фреди Сетиаван (29. новембар 1991) је индонежански парабадминтониста. Освојио је бронзану медаљу у мушком синглу у конкуренцији SL4 на Љетњим параолимпијским играма 2020. године.

## Награде и номинације
| Награда                       | Година | Категорија                                                                               | Резултат   | Ref.  |
| ----------------------------- | ------ | ---------------------------------------------------------------------------------------- | ---------- | ----- |
| Индонежанске спортске награде | 2018   | Најомиљенији мушки пара-спортисти (са Двијоком)                                          | Номинација | [ 3 ] |
| Индонежанске спортске награде | 2018   | Најомиљенији мушки параспортиста (са пласманом мушког тима на Азијским параиграма 2018.) | Освојено   | [ 3 ] |

## Спортска постигнућа

### Параолимпијске игре
Мушкарци појединачно SL4
| Година | Мјесто одржавања такмичења                       | Противник     | Бодови       | Резултат |
| ------ | ------------------------------------------------ | ------------- | ------------ | -------- |
| 2020.  | Национална спортска дворана Јојоги, Токио, Јапан | Tarun Dhillon | 21–17, 21–11 | Бронза   |
| 2024.  | Порт де ла Шапел Арена, Париз, Француска         | Сукант Кадам  | 21–17, 21–18 | Бронза   |

Мјешовити парови SL3–SU5
| Година | Мјесто одржавања такмичења               | Партнер          | Противници                        | Бодови       | Резултат |
| ------ | ---------------------------------------- | ---------------- | --------------------------------- | ------------ | -------- |
| 2024   | Порт де ла Шапел Арена, Париз, Француска | Халиматус Садија | Хикмат Рамдани Леани Ратри Октила | 16–21, 15–21 | Сребро   |

### Свјетски шампионати
Мушкарци појединачно SL4
| Година | Мјесто одржавања такмичења                            | Противник                | Бодови       | Резултати |
| ------ | ----------------------------------------------------- | ------------------------ | ------------ | --------- |
| 2017.  | Спортска дворана Донгчун, Улсан, Јужна Кореја         | Лукас Мазур              | 4–21, 8–21   | Бронза    |
| 2019.  | Санкт Јакобсхале, Базел, Швајцарска                   | Тарун Дилон              | 14–21, 16–21 | Бронза    |
| 2022.  | Национална спортска дворана Јојоги, Токио, Јапан      | Лукас Мазур              | 12–21, 17–21 | Сребро    |
| 2024.  | Изложбена и конгресна дворана Патаје, Патаја, Тајланд | Сухас Лалинакере Јатираџ | 18–21, 18–21 | Сребро    |

Men's doubles SL3–SL4
| Year  | Venue                                                 | Partner | Opponent                         | Score        | Result |
| ----- | ----------------------------------------------------- | ------- | -------------------------------- | ------------ | ------ |
| 2024. | Изложбена и конгресна дворана Патаје, Патаја, Тајланд | Двијоко | Монгкхон Бунсун Сирипонг Темаром | 21–17, 21–14 | Злато  |

Мјешовити парови SL3–SU5
| Година | Мјесто одржавања такмичења                            | Партнер          | Противници                        | Бодови       | Резутат |
| ------ | ----------------------------------------------------- | ---------------- | --------------------------------- | ------------ | ------- |
| 2022.  | Национална спортска дворана Јојоги, Токио, Јапан      | Халиматус Садија | Сирипонг Темаром Нипада Сенсупа   | 21–15, 21–12 | Злато   |
| 2024.  | Изложбена и конгресна дворана Патаје, Патаја, Тајланд | Халиматус Садија | Хикмат Рамдани Леани Ратри Октила | 9–21, 16–21  | Сребро  |

### Свјетске спортске игре способности
Мушкарци појединачно SL4
| Година | Мјесто одржавања такмичења                      | Противник      | Бодови      | Резултат |
| ------ | ----------------------------------------------- | -------------- | ----------- | -------- |
| 2023.  | Терминал 21 Корат Хол, Након Ратчасима, Тајланд | Хикмат Рамдани | 21–18, 21–9 | Злато    |

Мјешовити парови SL3–SU5
| Година | Мјесто одржавања такмичења                      | Парнер           | Противници                        | Бодови      | Резултат |
| ------ | ----------------------------------------------- | ---------------- | --------------------------------- | ----------- | -------- |
| 2023   | Терминал 21 Корат Хол, Након Ратчасима, Тајланд | Халиматус Садија | Хикмат Рамдани Леани Ратри Октила | 8–21, 19–21 | Сребро   |

### Азијске параигре
Мушкарци појединачно SL4
| Година | Мјесто одржавања такмичења                    | Противник                | Бодови              | Резултат |
| ------ | --------------------------------------------- | ------------------------ | ------------------- | -------- |
| 2014.  | Спортска дворана Гјејанг, Инчон, Јужна Кореја | Тарун Дилон              | 22–20, 21–18        | Злато    |
| 2018.  | Истора Гелора Бунг Карно, Џакарта, Индонезија | Тарун Дилон              | 21–10, 13–21, 19–21 | Сребро   |
| 2022   | Спортска дворана Бинђанг, Хангџоу, Кина       | Сухас Лалинакере Јатираџ | 12–21, 19–21        | Бронза   |

Мушки парови SL3–SL4
| Година | Мјесто одржавања такмичења                    | Партнер | Противници                | Бодови             | Резултат |
| ------ | --------------------------------------------- | ------- | ------------------------- | ------------------ | -------- |
| 2014.  | Спортска дворана Гјејанг, Инчон, Јужна Кореја | Двијоко | Хари Сусанто Укун Рукенди | 15–21, 13–21       | Сребро   |
| 2018.  | Истора Гелора Бунг Карно, Џакарта, Индонезија | Двијоко | Jeon Sun-woo Joo Dong-jae | 22–20, 22–20       | Злато    |
| 2022   | Спортска дворана Бинђанг, Хангџоу, Кина       | Двијоко | Кумар Нитеш Тарун Дилон   | 21–9, 19–21, 20–22 | Сребро   |

Мјешовити парови SL3–SU5
| Година | Мјесто одржавања такмичења                    | Партнер            | Противници                        | Бодови       | Резултат |
| ------ | --------------------------------------------- | ------------------ | --------------------------------- | ------------ | -------- |
| 2014.  | Спортска дворана Гјејанг, Инчон, Јужна Кореја | Леани Ратри Октила | Раж Кумар Парул Пармар            | 21–14, 21–15 | Злато    |
| 2022.  | Спортска дворана Бинђанг, Хангџоу, Кина       | Халиматус Садија   | Хикмат Рамдани Леани Ратри Октила | 7–21, 8–21   | Сребро   |

## Азијски шампионати
Мјешовити парови
| Година | Мјесто одржавања такмичења                        | Партнер          | Противници                 | Бодови              | Резултат | Референце |
| ------ | ------------------------------------------------- | ---------------- | -------------------------- | ------------------- | -------- | --------- |
| 2025.  | SPADT Convention Center, Након Ратчасима, Тајланд | Халиматус Садија | Рутик Радупати Манаси Јоши | 21–19, 14–21, 22–24 | Бронза   | [ 4 ]     |